# Rashid Browne
Rashid Browne (Rotterdam, 28 september 1993) is een Nederlands voetballer die als aanvaller speelt.
Van 2012 tot 2014 kwam hij uit voor Almere City FC. Daarvoor speelde Browne in de jeugd van Sparta Rotterdam. Van 2014 tot begin 2016 speelde Browne in Roemenië voor FC Botoșani. In 2017 ging hij bij Excelsior Maassluis spelen. In augustus 2018 ging Browne in Letland voor Valmieras Glass FK / BSS spelen, op dat moment hekkensluiter in de Virslīga. Hij speelde 10 wedstrijden en per maart 2019 verliet hij de club. Medio 2020 verbond Browne zich aan het Zweedse Asarums IF dat uitkomt in de Division 2 Östra Götaland. Van oktober 2021 tot januari 2022 speelde hij in Griekenland voor Doxa Dramas in de Gamma Ethniki. Hierna ging hij naar reeksgenoot AO Porou. Terug naar Nederland speelde hij bij SVV Scheveningen, vanaf het seizoen 2024/2025 speelt hij voor vv SHO uit Oud-Beijerland.

## Cluboverzicht
| Seizoen   | Club           | Competitie     | Wedstrijden | Doelpunten |
| --------- | -------------- | -------------- | ----------- | ---------- |
| 2012/2013 | Almere City FC | Eerste Divisie | 28          | 3          |
| 2013/2014 | Almere City FC | Eerste Divisie | 10          | 0          |